# Българска земска войска (пояснение)
Българска земска войска (на руски: Болгарское земское войско) е наименование на военни формирования от българи:
- Българска земска войска – формирования (1810 – 1812) във въоръжените сили на Руската империя, главно от български доброволци, с командири първо за кратко генерал Павел Турчанинов и после капитан Дмитрий Ватикиоти:
  - с размер на бригада (ок. 3000 души) с участие (1810 – 1812) в Руско-турската война от 1806 – 1812 г.,
  - с размер на батальон (ок. 400 души) с участие във Френско-руската война от 1812 г.;
- Българска земска войска – наименование на въоръжените сили на България през Временното руско управление (1877 – 1879).